# Masca Epa

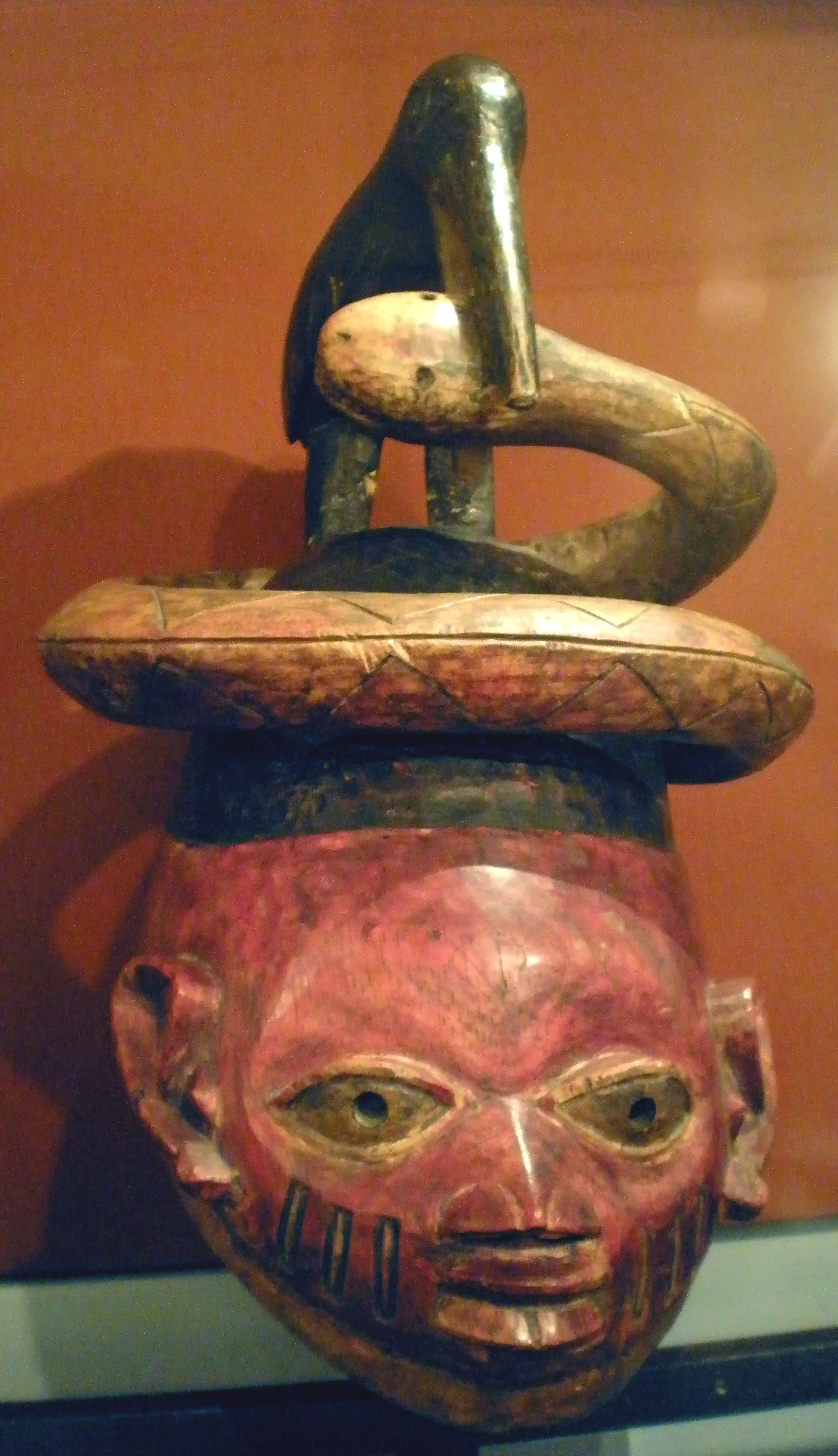
Mască Epa, colecția Muzeului Horniman

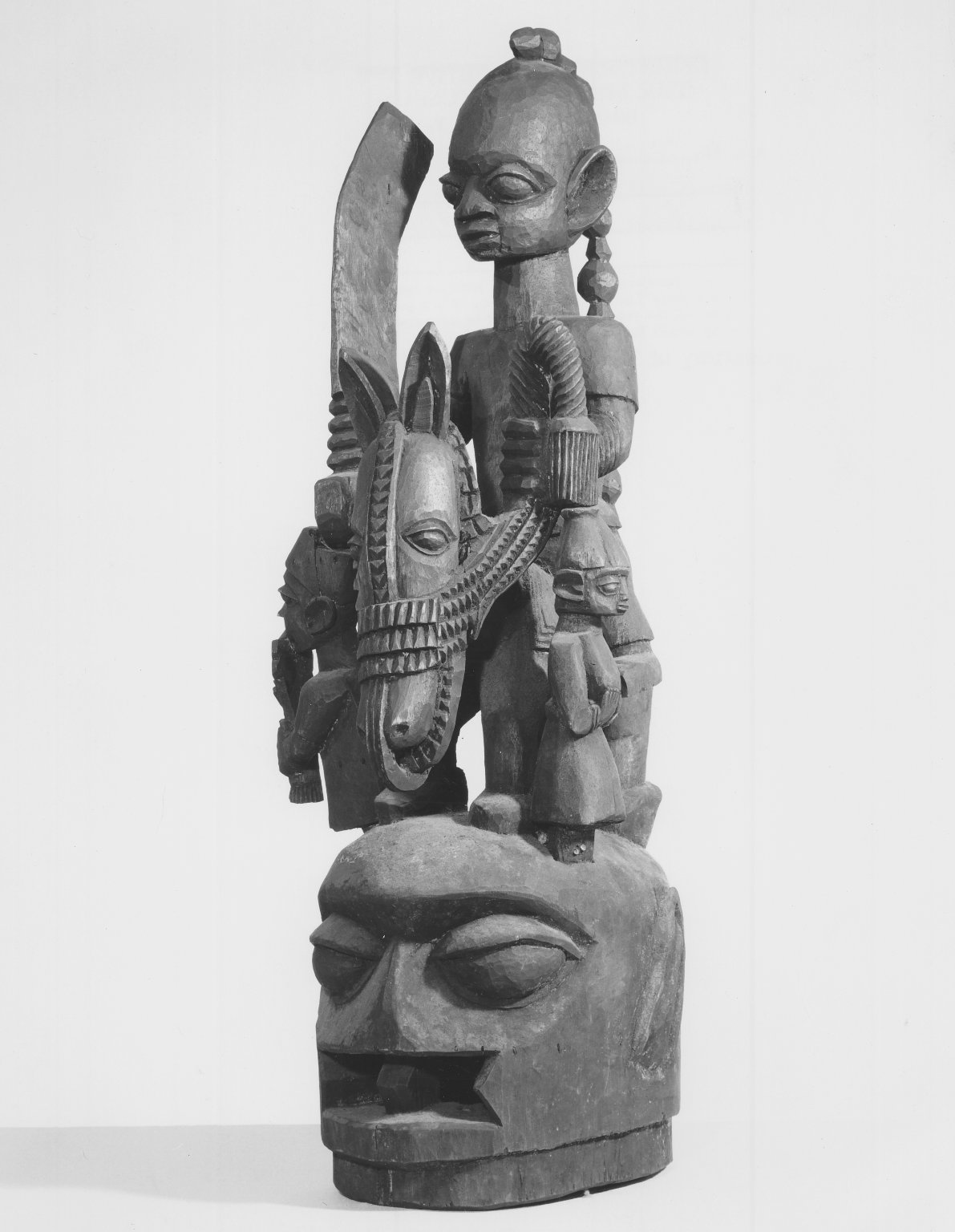
Mască Epa, colecția Muzeului Brooklyn

O mască Epa este o mască ceremonială purtată de poporul yoruba din Nigeria în timpul balului mascat Epa. Pe măști sunt de obicei prezentate sculpturi reprezentând preoți, vânători, fermieri, regi și mame. Ele sunt folosite pentru a recunoaște rolurile importante în cadrul comunității și pentru a-i onora pe cei care îndeplinesc aceste roluri, precum și pe strămoșii care au îndeplinit aceste roluri în trecut.
Când nu sunt folosite în timpul spectacolelor, măștile Epa sunt păstrate în sanctuare unde fac obiectul rugăciunilor și al ofrandelor din partea bătrânilor comunității.

## Istorie
Măștile Epa provin din cele șaptesprezece regate care alcătuiesc regiunea Ekiti din nord-estul teritoriului Yoruba. Spre deosebire de alte părți ale regiunii, Ekiti a fost supusă unor influențe străine extinse. Zona a primit valuri succesive de imigrație dinspre Ife în secolul al XVI-lea și dinspre Bini în secolul al XVII-lea, fiind totodată ținta unor raiduri militare dinspre Ilorin și Ibadan la mijlocul sau sfârșitul secolului al XIX-lea. Până la începutul secolului al XIX-lea, zona a fost considerată ca făcând parte din imperiul Benin. Prin urmare, populația sa are o origine etnică mixtă complexă, care a dat naștere unor tradiții unice care nu se regăsesc în altă parte în Yorubaland, dar care s-au răspândit de atunci în regiunile Iyagba, Igbomina⁠(d), Oshun⁠(d), Owo și Ijesha⁠(d). De asemenea, nu este surprinzător să constatăm că figurile războinice care însoțesc adesea măștile Epa reprezintă eroi care și-au dovedit curajul în timpul acestei lungi perioade de instabilitate.

## Design
Măștile Epa constau dintr-o cască cu fața lui Ianus și o suprastructură figurativă adesea elaborată, de obicei sculptată cu o figură feminină sau ecvestră în centru. În jurul figurii centrale se află, de obicei, figuri mai mici, reprezentând comercianți, muzicieni, vânători și alte personaje esențiale pentru viața comunității yoruba. Multe măști Epa poartă nume precum „Mamă cu copii”, „Proprietarul multor copii”, „Copiii mă acoperă” (ca o cârpă de protecție), „Copiii sunt onorabili de avut”, „Aducătoare de copii”, „Mamă de gemeni”, „Mamă care alăptează” și multe alte apelative similare, care apar în cântecele care însoțesc dansatorii.
Coiful este întotdeauna sculptat simplu, adesea cu două fețe, și amintește de un mojar sau de un vas. Astfel de asemănări sunt făcute explicit în termenul pentru coif, tkiko („oală”), făcând aluzie la acesta ca la un recipient al puterii spirituale și al forței din altă lume, ase⁠(d). Ochii unei fețe sunt de obicei sculptați deschiși, privind spre lumea celor vii, în timp ce cei de pe cealaltă față sunt pecetluiți, contemplând tărâmul divinului și al strămoșilor. O mare parte din ceremonialul yoruba se referă la controlul și concentrarea acestei forțe divine în beneficiul comunității. Controlul și concentrarea lui ase⁠(d) este o temă centrală de-a lungul diferitelor episoade care alcătuiesc festivalul Epa și, aparent, constituie o temă în alte ceremonii în care sunt folosite măști Epa. Figurile ecvestre din episoadele din istoria turbulentă a regiunii încorporează reprezentări ale canalizării ase pentru a-l proteja pe eroul cuceritor. Figurile de maternitate invocă ase pentru creșterea capacităților de procreare și a fertilității, în timp ce referințele la medicină exprimă, de asemenea, dependența bunăstării personale de canalizarea judiciară a lui ase. Poate că, prin urmare, indiciul iconografic al semnificației măștilor Epa nu se găsește în suprastructurile lor elaborate, ci în coiful brut ca o manifestare a eficacității lui ase pentru bunăstarea comună și personală.

## Contextul ritualic
În nord-vestul Yoruba⁠(d), măștile Epa sunt păstrate de șeful unui neam sau de un șeful unui oraș în numele neamului sau al comunității. Atunci când sunt folosite, sunt coregrafiate ca ieșind din tufișuri, unde se întorc după încheierea festivalului. Se pot aduce ofrande unei măști înainte de a fi folosită sau în timpul ceremoniei. Potrivit lui Robert Thompson, „cultul Epa pune accentul pe transformarea bărbaților tineri în specimene puternice capabile să suporte durerea și să poarte greutăți mari”. Regele Arowolo din lloro a făcut distincția între tipul de energie aparținând cultului lui Elefon, preocupat de spiritele ancestrale, și cultul lui Epa, legat de mascaradele demne, lente și răbdătoare ale oamenilor din vechime și ale eroilor culturii. În timp ce Yourba din Ekiti își împărtășesc principalele zeități cu Yoruba din alte părți, ei au, de asemenea, multe zeități și mascarade specifice lor, ceea ce i-a determinat pe alți cercetători de pe teren să observe că distincția este mai puțin clară decât a sugerat Thompson. În nord-estul Yorubalandului, Epa și alte măști sunt folosite în ceremoniile anuale, care au loc în februarie sau martie în unele locuri sau până în septembrie în altele pentru a promova fertilitatea și bunăstarea comunității. Ele apar, de asemenea, în festivalurile Elefon, s pentru a desfășurate pentru a sărbători întoarcerea războinicilor, pentru a-l onora pe Ogun⁠(d), zeul războiului și al fierului și pentru a marca creșterea noilor culturi. În altă parte, astfel de măști au fost folosite în riturile de după înmormântare referitoare la bărbații cu titluri. Într-un episod destul de consistent al festivalului, mascatul, susținând o mască care poate cântări adesea 22 de kilograme sau mai mult, încearcă să sară de pe o movilă pentru a prezice calitatea noului an. O cădere sau o pierdere a echilibrului este citită ca un semn rău care poate anunța nenorociri viitoare.

## Mascarada Epa
Primii scriitorii au interpretat ceremoniile Epa ca fiind axate în întregime pe fertilitate. Cu toate acestea, alții au descoperit că ceremoniile se referă în egală măsură la războinici și la zeul medical Osanyin⁠(d), asociindu-le atât cu securitatea fizică, cât și cu cea spirituală. Ojo, confrm lui Carroll, a propus că, la un anumit nivel, ceremoniile încorporează reconstituirea unor evenimente istorice. Într-o ceremonie înregistrată de Heyden în lloro, Ekiti, măștile pe care se aflau figuri feminine au fost identificate drept soțiile războinicului Okotorojo, reprezentat printr-o mască de animal care semăna cu o capră sau o antilopă. Okotorojo, personajul principal al festivalului, era înlănțuit de un alt bărbat descris fie ca având datoria de a stăpâni puterile sălbatice ale războinicului, fie, în mod paradoxal, ca reprezentant al puterii (ase) lui Eleda⁠(d), care rămâne întotdeauna în spatele războinicului pentru a-l face invincibil în luptă.